# Amadea Duraković
Amadea Duraković est une joueuse serbe de volley-ball née le 10 juin 1988 à Pljevlja (Monténégro). Elle mesure 1,88 m et joue réceptionneuse-attaquante ou attaquante.

## Clubs
| Club                | Pays   | De        | À         |
| ------------------- | ------ | --------- | --------- |
| Postar 064 Belgrade | Serbie | 2007-2008 | 2008-2009 |
| RC Cannes           | France | 2009-2010 | 2011-2012 |

## Palmarès
- Championnat de Serbie (2)
  - Vainqueur : 2007, 2009

- Championnat de France (3)
  - Vainqueur : 2010, 2011, 2012

- Coupe de France (3)
  - Vainqueur : 2010, 2011, 2012